# Doug Gansler
Douglas F. Gansler (Summit, 30 de outubro de 1962) é um advogado e político estado-unidense que atuou como 45º Procurador-Geral de Maryland. Gansler exerceu anteriormente o cargo de advogado estadual no Condado de Montgomery de 1999 até 2007. Ele venceu a nomeação democrata nas eleições primárias do partido e derrotou o candidato republicano Scott Rolle na eleição para o cargo feita em 2006, tendo 61% dos votos. Ele foi reeleito sem oposição na eleição de 2010. Gansler perdeu as primárias democratas para Governador de Maryland em 24 de junho de 2014 para Anthony G. Brown.